# .hack//Quantum
『.hack//Quantum』（ドットハック クワンタム）は、2011年（平成23年）発売のOVA作品。
本項ではコンプエースにて連載されていた『.hack//Quantum+』（- クワンタムプラス）と、ゲッキンにて連載されていた『.hack//Quantum I（introduction）』（- クワンタム イントロダクション）についても解説する。

## 概要
メディアミックスプロジェクト『.hack』シリーズの作品で、『.hack』アニメシリーズとしては第9弾（OVAとしては第6作目）。時系列的には2010年（平成22年）にリリースされたテレビゲーム『.hack//Link』の後に連なる。
『.hack』シリーズ作品は登場人物がゲーム世界「The World」と現実世界“リアル”で二つの顔（キャラ）を持つ多元構造が特徴である。これまでのアニメシリーズでは基本的に「The World」での活動を描く事が通例であり、「リアル」での顔は裏設定的に作られてはいるものの、それを前面に押し出すことはほぼ無く、劇中のキャラのセリフから断片的に語られる程度の事が多かった。
本作では主要登場キャラの「リアル」が劇中に明確に登場し、物語にも関わる。
2010年（平成22年）11月から2011年（平成23年）1月にかけて、全3話が全国5つの映画館で行われるバンダイビジュアルOVA作品オムニバス上映イベント「ANIME FES.”VS”」（アニメフェス バーサス）で順次先行公開された。このイベントでは第1巻を『ANIME FES.”VS”イベント上映劇場限定発売仕様』として正式発売よりも一足早く発売した。
コンプエースにて連載されていた「.hack//Quantum+」（- クワンタム プラス）は内容的にはOVAと同じで相互補完しているが、サクヤが右手にイリーガルな能力を持たないなど異なる部分もある。ゲッキンにてOVAの前日譚である「.hack//Quantum I（introduction）」（- クワンタム イントロダクション）が連載された。

## あらすじ
CC社が運営する世界最大級のネットゲーム「The World R:X」を楽しむ3人のプレイヤー、「サクヤ」「トービアス」「メアリ」。いつものようにパーティを組んでクエストに挑んだ一行は、ある出来事を機に、何やら妙な運命に巻き込まれていくのだった。

## 登場人物
名称の表記順は「The World」のプレイヤーキャラ、それを操作する「リアル」の人物。
「職業」名はゲームにおける、いわゆるジョブを表す。

### 主要人物
サクヤ（職業 - 双剣士）
声 - 花澤香菜
「The World R:X」を仲間3人とパーティを組んで冒険する少女キャラ。「考える前に飛べ!」を地で行く元気系。落ちている物を発見すると拾ってしまうクセがあるが、これが「サクヤ」というキャラの性格設定なのか“中の人”を反映しているのかは不明。黒いソフィアの攻撃を受け右手だけ部分的未帰還になりイリーガルな能力を手にいれる。
相田 亜澄（アイダ アスミ）
青森在住の女子高生。見た目も性格的にもサクヤと余り変わりない元気な女の子。
トービアス（職業 - 斬刀士）
声 - 沢城みゆき
「情報屋」と異名を取る、サクヤと共に冒険するオシャレ系美男子キャラ。二つ名は「The World」きっての情報通であることから。ザワン・シンから逃げるときにちゃっかり『羽』を手に入れるなど計算高くクールな性格。ネットスラムのハッカーとコネクションがあるほか、自身もそれなりのハッキングの腕を持っている。
生田 衣織（イクタ イオリ）
アスミ・エリと同じ高校に通う、少し大人びた雰囲気の女子。それなりに美人ではあるがトービアスとは違い、あまり服装にはこだわらない。老舗温泉宿『夢庵』の長女（OVAで弟が声だけ出てくる）で、学校では『イオリサマ』と呼ばれている。
メアリ（職業 - 撃剣士）
声 - 藤村歩
サクヤ、トービアスと共に冒険をする女性キャラ。撃剣士というジョブの基本デザインであるワイルドな見た目とは相反し、2人の行状に振り回される少し可哀想な役回りになる事が多い。
江藤 衿（エトウ エリ）
アスミ・イオリと同じ高校に通う女子。アスミとは幼馴染みであり、「The World」をはじめたのもアスミに誘われたのがきっかけ。性格はメアリ同様に裏表ない真面目な子。

### その他の人物
ハーミット（職業 - 不明）
声 - 小倉唯
サクヤのパーティが出会った、規格外のネコ型PC。普段は『黒枝』と呼ばれる情報を書きかえるイリーガルな杖を持っているが、魚の骨のようなホネミソードというソードブレイカーも扱える。
田名神 透葉（タナガミ トウハ）
アメリカ国籍の少年。数十万分の一のドナーが必要な病気に罹り2015年にサンフランシスコの病院で10歳で死亡。死亡後、彼の肉体は両親によって最新技術クライオニクスプロバイダで低温保存されている。
シャムロック（職業 - 魔道士）
声 - 小林沙苗
佐伯 令子（サエキ レイコ）
スミス（職業 - 重槍士）
声 - 岩崎征実
「八咫鏡」の副官。巨躯の男性プレイヤーで、シャムロックをよく肩に乗せている。
ギーク（職業 - 不明）
声 - 多田野曜平
ハーミットやトービアスなどの依頼を受けて違法にデータを盗み、売りさばいている凄腕のハッカー。
黒いソフィア（職業 - 不明）
黒い大樹（電子監獄）のあるエリアにいた謎のAI。そこに迷い込んだPCを無差別に攻撃し、攻撃を受けた者は意識不明の状態『未帰還者』となってしまう。その正体はALTIMIT社の開発したウィルス駆除ソフト。
エリ・ソウルデジタライズ（職業 - 不明）
声 - 藤村歩
黒いソフィアによって未帰還者にされたメアリがリアルの姿のままゲームにとり込まれた『黒いエリ』。リアルの意志はなく、ハーミットの操り人形のように動く。イリーガルなPCであるため特定の職業は存在しないがPCと同じく撃剣を用いる。
Iyoten（職業 - 斬刀士）
声 - 浪川大輔
ある出来事がきっかけでアスタと共にサクヤ達を邪魔するようになり、策略を練る。
アスタ（職業 - 撃剣士）
声 - 本名陽子

## 用語
サイバー特区
実験的に新しいサービスの開発や実験が行われ先進の端末や環境が提供される地域。2022年より青森県（津軽情報処理特区）が総務省によって指定された。
インプラントチップ
ALTIMIT社が開発した人体に埋め込むICチップ。サイバー特区では実験的に使用されており、電子決済システム（TSUICA）のほか住民票コードといった個人情報が記録されている。FMDなどに内蔵されている非接触型リーダーによって読み出すことが出来る。
ソウルデジタライズ
人為的未帰還。脳を生体素子にした量子コンピュータ『電子監獄』によりリアルの肉体から精神のみ切り離された状態、またその技術。本来は刑務所に服する無期懲役の受刑者のみ行われる処置だが、どういう理由か低温保存されているはずの田名神透葉の肉体も使われていた。
こういった技術は『PFW』が開発に深く関与している。

## スタッフ
- 原作 - .hack Conglomerate
- 監督 - 橘正紀
- キャラクター原案 - 貞本義行、細川誠一郎、喜久屋めがね
- キャラクターデザイン・総作画監督 - 長谷部敦志
- 脚本 - 浜崎達也
- クリーチャーデザイン - 安藤賢司
- メカニカルデザイン - 高倉武史
- セットデザイン - 菱沼由典
- 美術監督 - 竹田悠介
- 色彩設計 - 加藤里恵
- 編集 - 奥田浩史
- 撮影監督 - 木村俊也
- 3D監督 - 井野元英二
- 音響監督 - たなかかずや
- 音楽 - 大谷幸
- 音楽プロデューサー - 野崎圭一
- 音楽制作 - フライングドッグ
- プロデューサー - 湯川淳、臼井久人、小松茂明、省部和彦、栗田滋弘、松家雄一郎
- アニメーション制作 - キネマシトラス
- 製作 - .hack//Quantum製作委員会（バンダイビジュアル株式会社、株式会社ショウゲート、株式会社フライングドッグ、株式会社読売広告社、NECビッグローブ株式会社、株式会社キネマシトラス）

## テーマソング
『雫 -shizuku-』
歌 - 南里侑香 / 作詞・作曲・編曲 - 尾澤拓実

## 各話リスト
| 話数  | サブタイトル            | 絵コンテ                                                                  | 演出          | 作画監督                                             | 公開/一般発売                        |
| ----- | ----------------------- | ------------------------------------------------------------------------- | ------------- | ---------------------------------------------------- | ------------------------------------ |
| 第1巻 | WALKING PARTY           | 橘正紀                                                                    | かおり        | 秋谷有紀恵、野崎あつこ 李美英（補佐）                | 2010年11月27日公開 2011年1月28日発売 |
| 第2巻 | WIRED PRISONER          | 首藤武夫、徳土大介 数井浩子、北條史也 伊藤秀樹、山本秀世 河野利幸、橘正紀 | 河口俊夫      | 肥塚正史、野崎あつこ 小倉信也（プロップ作監）        | 2010年12月25日公開 2011年2月25日発売 |
| 第3巻 | the ωorldend Pallbearer | 橘正紀                                                                    | 橘正紀 かおり | 野崎あつこ、秋谷有紀恵 肥塚正史 まじろ（エフェクト） | 2011年1月22日公開 2011年4月7日発売   |

- 劇場先行販売および、Amazon.co.jpとアニメイトに、それぞれオリジナルドラマCDが付属。
- 毎回映像特典『それいけ！ぼくらのチムチムちゃん!!』

## 漫画
- .hack//Quantum+（1）- 2011年3月26日発売、ISBN 978-4-04-715663-0
- .hack//Quantum+（2）- 2011年10月22日発売、ISBN 978-4-04-715808-5

- .hack//Quantum I（introduction）- 2011年10月7日発売、ISBN 978-4-04-899231-2

## 小説
- .hack//Quantum 心ノ双子 - 2011年1月29日発売、ISBN 978-4-04-422211-6

## ネットTV
『小倉唯の「.hack//Quantum」ネットTV』は2010年10月8日から2011年1月28日までアニメワンにて配信されていたWeb番組。出演はハーミット役の小倉唯。全13回。「.hack//Quantum」の宣伝部長に任命された小倉が、イベント紹介やリポート、インタビューなど挑戦、奮闘しながら「.hack」を宣伝していく。